# Christoph Uthmann
Christoph Uthmann (* 15. September 1507 in Löwenberg in Schlesien; † 11. September 1553 in Annaberg) war ein deutscher Unternehmer im Erzgebirge.

## Leben
Nach seinem Umzug vom schlesischen Löwenberg in das damalige Zentrum des sächsischen Silberbergbaus Annaberg heiratete Uthmann dort 1529 die fünfzehnjährige Barbara von Elterlein, eine Tochter des Annaberger Zehntners Heinrich von Elterlein (1485–1539). Er war Tuchhändler und erwarb neben Erz- und Kupfergruben in der Annaberger Gegend ein sehr einträgliches herzogliches Privileg, das ihm das Monopol auf den Einkauf von Kupfer in den umliegenden Gruben ermöglichte. 1531 zog Uthmann mit seiner Frau in ein von Heinrich von Elterlein gekauftes Haus in Annaberg (heute Museumsgasse 1). Vier Jahre später bezog die Familie ein für 1000 Gulden gekauftes repräsentatives Wohnhaus am Markt 20 (heute Markt 8). Gemeinsam hatten sie mindestens zwölf Kinder. 
Uthmann war ein erfolgreicher Berg- und Hüttenherr. Er war an der ertragreichsten Grube des Annaberger Reviers, Himmlisch Heer, als bauender Gewerke beteiligt, er besaß die Kupfergrube St. Briccius hinter dem Pöhlberg, ein Pochwerk am Pöhlbach und mehrere Hütten. Die aus dem Bergwerk fließenden großen Einnahmen gestatteten ihm, sich immer neuen Unternehmen zuzuwenden. 1550 kaufte er vom Bergmeister Hans Linhart, der der Ehemann einer Cousine seiner Frau Barbara war, ein Hüttenwerk zur Saigerung von Schwarzkupfer der benachbarten sächsischen und böhmischen Bergwerke, besonders der in Annaberg, Schneeberg, Elterlein, Freiberg in Sachsen und der in St. Katharinenberg in Böhmen. Um die Saigerhütte Grünthal gewinnbringend betreiben zu können, hatte er sich ein Privileg verschafft, wonach ihm von allen Kupferzechen die Erze zu einem vom Landesherrn festgesetzten Preis abgetreten werden mussten. Als Uthmann am 11. September 1553 plötzlich starb, stand seine Witwe Barbara vor der Aufgabe, die Unternehmen ihres Mannes weiterzuführen, was ihr erfolgreich gelang.

## Anmerkung zum Familiennamen
In Christian Lehmanns Historischem Schauplatz von 1699 wird im Korrekturblatt vermerkt, dass der Name der Witwe Barbara Uthmann in Ulmann geändert werden muss. Somit wäre der Name von Christoph Uthmann in Christoph Ulmann zu ändern. Dann wäre aber die Herkunft seines Vaters Andreas (Endress) Uthmann (Ullmann?) aus Löwenberg ebenso zu überprüfen. In Löwenberg in Schlesien wird der Familienname Uthmann seit dem 14. Jahrhundert in genealogischen Publikationen genannt. Der Name Ullmann kam hingegen ab dem 16. Jahrhundert in der Gegend um Hirschberg in Schlesien vor, was andere Genealogische Forschungsansätze zur Familie Ullmann (Ulma-Günzburg), die von Ulm bzw. Augsburg nach Hirschberg in Schlesien ausgewandert ist, belegen. Hingegen findet man in der Region von Hirschberg keine Namensnennung einer Familie Uthmann. Ob es in Schlesien oder in Annaberg tatsächlich zum Namenswechsel von Christoph Ulmann zu Christoph Uthmann gekommen ist, ist nicht erforscht.
Losgelöst davon waren Christoph und Barbara Uthmann Stammeltern des schlesischen Adelsgeschlechts von Uthmann und Schmolz.